# Цуддас, Джованни
Джова́нни Батти́ста Цу́ддас (итал. Giovanni Battista Zuddas; 1 марта 1928, Кальяри — 21 октября 1996) — итальянский боксёр легчайшей весовой категории. В конце 1940-х годов выступал за сборную Италии: серебряный призёр летних Олимпийских игр в Лондоне, чемпион Европы, участник многих международных турниров и матчевых встреч. В период 1949—1960 боксировал на профессиональном уровне, владел титулом чемпиона Италии.

## Биография
Джованни Цуддас родился 1 марта 1928 года в городе Кальяри. Благодаря череде удачных выступлений удостоился права защищать честь страны на летних Олимпийских играх 1948 года в Лондоне — в полуфинале легчайшей весовой категории победил испанца Альваро Висенте, но в решающем бою по очкам проиграл венгру Тибору Чику. Получив серебряную олимпийскую медаль, Цуддас ещё в течение некоторого времени продолжал выходить на ринг в основном составе итальянской сборной, принимая участие во всех крупнейших международных турнирах. Так, в 1949 году он завоевал золотую медаль на чемпионате Европы в Осло, помимо этого, одержал победы в матчевых встречах со сборными Финляндии и США. Затем решил попробовать себя среди профессионалов и покинул команду.
Профессиональный дебют Цуддаса состоялся уже в ноябре 1949 года, своего первого соперника Альфредо Севери он победил нокаутом в пятом раунде. В течение двух последующих лет провёл множество удачных поединков, в сентябре 1951 года выиграл титул чемпиона Италии в легчайшем весе, в июле 1952 год потерпел первое поражение. Его дальнейшая карьера развивалась с попеременным успехом, он ещё несколько раз был претендентом на звание итальянского чемпиона, но вернуть себе чемпионский пояс так и не сумел. Покинул ринг в конце 1960 года после трёх поражений подряд. Всего в профессиональном боксе провёл 77 боёв, из них 57 окончил победой (в том числе 18 досрочно), 16 раз проиграл, в четырёх случаях была зафиксирована ничья. Умер 21 октября 1996 года.